# The Vengeance of Fate
The Vengeance of Fate è un cortometraggio muto del 1912 diretto da Charles Giblyn o Francis Ford. Di genere drammatico, il film - sceneggiato da Harry G. Stafford - aveva come interpreti Ethel Grandin, Charles K. French e Walter Edwards.

## Produzione
Il film fu prodotto dalla 101-Bison e dalla New York Motion Picture.

## Distribuzione
Distribuito dalla Mutual, il film - un cortometraggio in due bobine - uscì nelle sale cinematografiche statunitensi il 18 ottobre 1912.